# District de Franklin Harbour
Le district de Franklin Harbour (District of Franklin Harbour) est une zone d'administration locale située dans l'est de la péninsule d'Eyre en Australie-Méridionale en Australie. 
Son économie repose sur l'agriculture (céréales, élevage), la pêche et le tourisme.

## Localités
La principale localité est Cowell. Les autres petites localités sont : Carpa, Charleston, Coolanie, Elbow Hill, Franklin Harbour, Glynn, Hawker, Heggaton, James, Lucky Bay, Mangalo, McGregor, Midurnie, Miltalie, Miltalie North, Minbrie, Mitchellville, Mount Millar, Playford, Point Gibbon, Port Gibbon, Pondooma, Utera, Warren, Wilton et Yabmana.